# Davide Campari-Milano

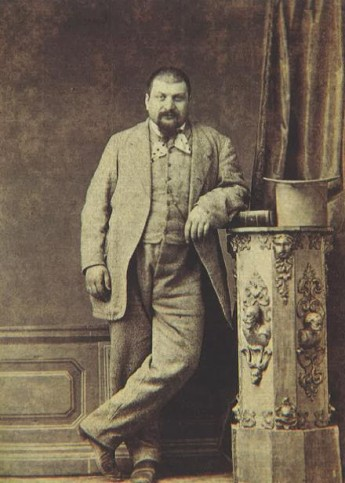
Gaspare Campari

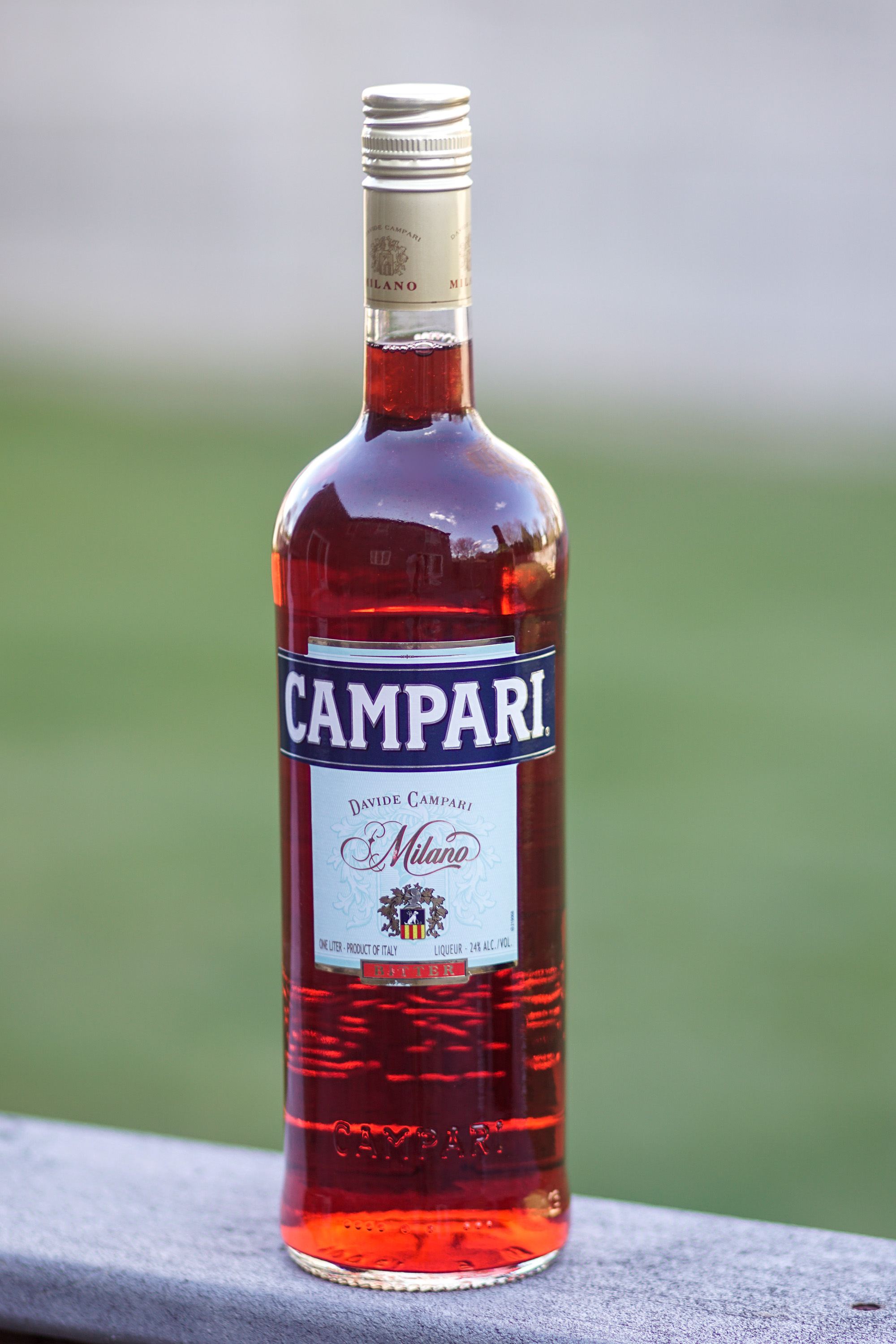
fles Campari

Davide Campari - Milano N.V. (Italiaans: Gruppo Campari, opgericht in 1860 in Milaan door Gaspare Campari) is een Italiaans bedrijf dat zich bezighoudt met de productie en distributie van alcoholische dranken.

## Activiteiten
De bekendste drank die het bedrijf maakt is Campari, een drank op basis van witte en rode wijnen waaraan bittere kruiden en/of extracten zijn toegevoegd. Andere belangrijke merken zijn Aperol, SKYY wodka, Grand Marnier, diverse rums van Jamaica en Wild Turkey bourbon. Noord- en Zuid-Amerika is de belangrijkste afzetmarkt met een aandeel van zo’n 45% in de totale omzet en wordt gevolgd door de regio Europa, Midden-Oosten en Afrika met een aandeel van circa 30%. In Italië wordt een vijfde van de totale omzet behaald.
In maart 2016 werd de overname bekendgemaakt van de Franse branchegenoot Société des Products Marnier Lapostolle, bekend van Grand Marnier. Campari is bereid 684 miljoen euro te betalen voor de Franse producent van een sterke drank op basis van cognac en gedistilleerd sinaasappel-essence. Grand Marnier haalde in 2015 een omzet van zo’n 152 miljoen euro, waarvan de helft in de Verenigde Staten. Het is de grootste overname van Campari sinds Robert Kunze-Concewitz in 2007 CEO van de groep werd. Medio 2019 verkocht Campari een villa aan de Côte d’Azur, ooit nog eigendom van koning Leopold II van België, voor 200 miljoen euro. Campari kreeg de villa in handen door de overname de Grand Marnier en behaalt een boekwinst van zo'n 80 miljoen euro op de verkoop.
Op 2 januari 2018 werden de niet-alcoholische dranken met fruitsmaak verkocht aan de Deense bierbrouwer Royal Unibrew. Merken zoals Lemonsoda, Oransoda, Pelmosoda en Mojito Soda gingen over, maar het merk Crodino bleef achter bij Campari.
In 2018 nam het voor 53 miljoen euro Bisquit Cognac over van het Zuid-Afrikaanse bedrijf Distell Group. De activiteiten hebben een omzet van 9 miljoen euro en de belangrijkste afzetmarkten zijn Zuid-Afrika, België en Zwitserland.
Medio 2020 nam het een meerderheidsbelang van 80% in Lallier. Verkoper was Ficoma die volledig in handen is van Francis Tribaut. Het champagnemerk Lallier bestaat al sinds 1906. In 2019 werden 1 miljoen flessen champagne verkocht hetgeen resulteerde in een jaaromzet van 21 miljoen euro. Campari betaalde 21 miljoen euro en heeft een optie om de resterende aandelen ook te kopen. Met deze koop wordt Campari ook actief in de champagnemarkt.
In mei 2022 werd Picon overgenomen. Het is een karamelkleurig bitter aperitief met sinaasappelsmaak en wordt vooral in Frankrijk gedronken. Picon behaalde in het gebroken boekjaar 2020/21 een omzet van 21,5 miljoen euro. Campari telde 119 miljoen euro neer voor deze acquisitie.
In december 2023 nam Campari het cognacmerk Courvoisier over voor 1,2 miljard euro van Beam Suntory. Het is het duurste overname in de geschiedenis van Campari. Campari is reeds sinds 2021 eigenaar van het merk Bisquit Cognac. Campari wil met deze overname haar positie in de Verenigde Staten en Azië versterken. Courvoisier verkocht in 2022 zo’n 1,2 miljoen dozen van negen liter en behaalde daarmee een omzet van 227 miljoen euro.

## Aandeelhouders
De aandelen staan sinds 2001 op de Borsa Italiana genoteerd en het bedrijf maakt deel uit van de FTSE MIB aandelenindex.
Alicros S.p.A. was de grootste aandeelhouder in de groep met een belang van 51%. Alicros is een investeringsmaatschappij van de Campari familie. Rosa Anna Magno Garavoglia was de grootaandeelhouder tot november 2016 toen ze op 83-jarige leeftijd overleed. Ze had een belang van 60% in Alicros. Haar oudste zoon Luca Garavoglia, bestuursvoorzitter van Campari, nam de controle over Alicros over. Het belang van Alicros is overgegaan naar de houdstermaatschappij Lagfin S.C.A., deze had per jaareinde 2021 zo'n 54% van de aandelen en 67% van het stemrecht in handen. Luca Garavoglia heeft de zeggenschap in Lagfin.
Op 4 juli 2020 verhuisde het hoofdkantoor naar Nederland. Davide Campari-Milano S.p.A. werd tegelijk een naamloze vennootschap (N.V.) naar Nederlands recht.